# ماریا رژان
ماریا رژان (کرواتی: Marija Režan؛ زادهٔ ۸ اوت ۱۹۸۹) بازیکن بسکتبال زن اهل کرواسی است. وی در بازی‌های المپیک تابستانی ۲۰۱۲ شرکت کرده‌است.